# Francis M. Dimond

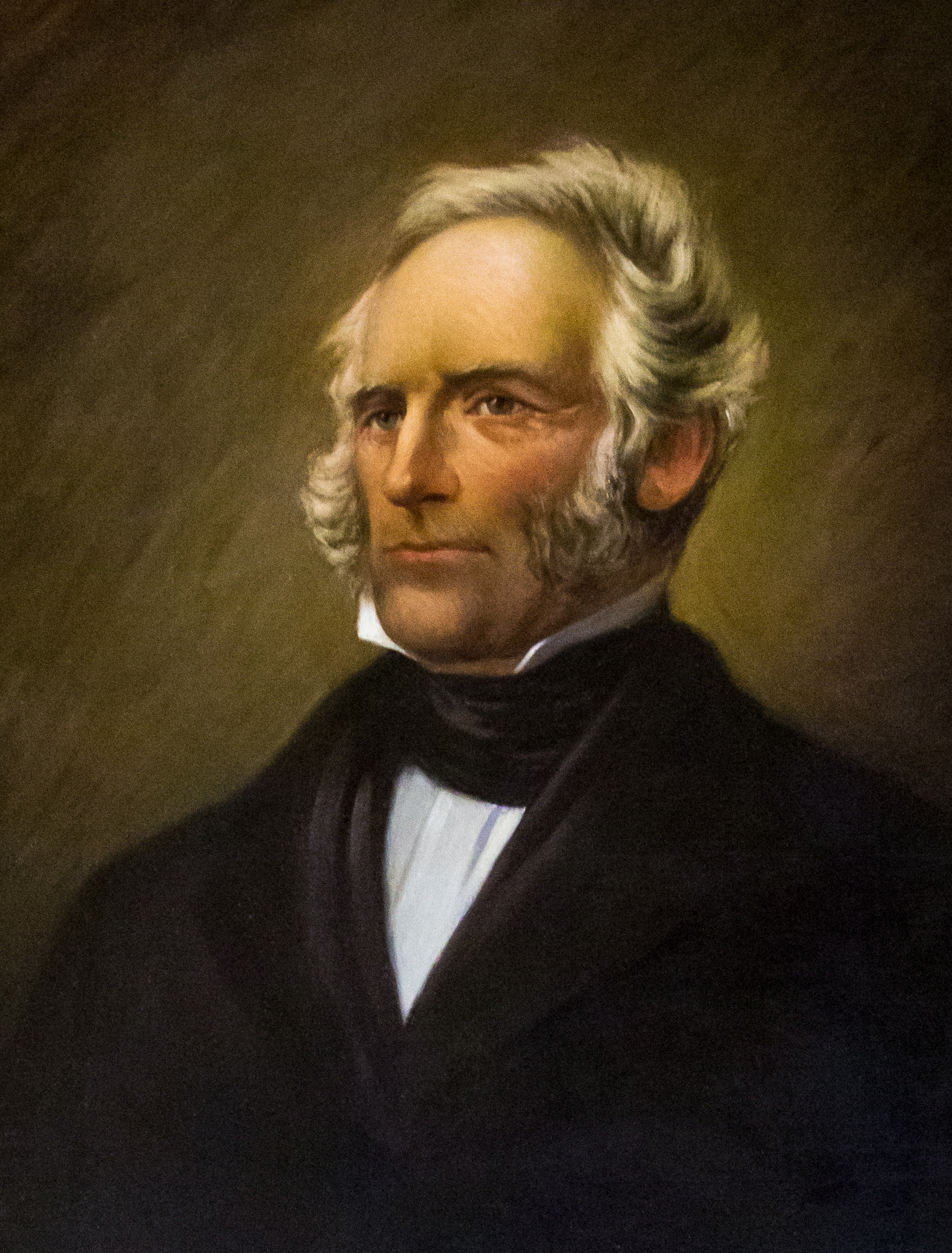
Francis M. Dimond

Francis M. Dimond (* 6. Juni 1796 in Bristol, Rhode Island; † 12. April 1859) war ein US-amerikanischer Politiker und von 1853 bis 1854 Gouverneur des Bundesstaates Rhode Island.

## Aufstieg
In seiner Jugend reiste Dimond in die Karibik. Später war er für einige Jahre amerikanischer Konsul auf Haiti und in Mexiko. Dort erwarb er wertvolles Wissen für den bevorstehenden Mexikanisch-Amerikanischen Krieg. Seine Informationen halfen bei der Eroberung von Vera Cruz. Der Fall dieser Stadt war ein Meilenstein auf dem Weg zum amerikanischen Sieg in diesem Krieg. In dessen weiterem Verlauf war er Dolmetscher für den amerikanischen Oberbefehlshaber Winfield Scott. Danach leitete er die Steuerbehörde im besetzten Hafen von Vera Cruz.

## Politische Laufbahn
Nach seiner Rückkehr nach Rhode Island stieg er in das Eisenbahngeschäft ein. Politisch war er Mitglied der Demokratischen Partei, als deren Kandidat er 1853 zum Vizegouverneur gewählt wurde. Nachdem der amtierende Gouverneur Philip Allen am 20. Juli dieses Jahres von seinem Amt zurücktrat, um in den US-Senat zu wechseln, musste Dimond dessen Amtszeit bis zum 2. Mai 1854 beenden. Anschließend bewarb er sich erfolglos um eine eigene Amtszeit als Gouverneur. Er starb im April 1859.